# Tercios
Tercios – dawna, renesansowa mieszana formacja piechoty. 
W jej ramach znajdowały się wszystkie typy pieszych armii tego okresu, pikinierzy (trzon), szermierze (tyły), arkebuzerzy ("rogi" tzw. mangas) oraz muszkieterzy (skrzydła, tzw. garrisons). Układ był prostokątny, przy 27 szeregach i 59 rzędach.
Formacja ta ma rodowód hiszpański, chociaż oparta jest na szkole holenderskiej. Formacja była określana "żywą fortecą", ponieważ formacje te były powolne lecz wytrzymałe i silne. Była powszechnie stosowana w XVI wieku. W wieku XVII powstały inne, regionalne odmiany tercios, z czasem zatracając swoją pierwotną nazwę.
Za kres świetności tej formacji uważa się bitwę pod Rocroi.
Tę samą nazwę noszą pułki Hiszpańskiej Legii Cudzoziemskiej, która odwołuje się do tradycji tercios.